# Vehicle aeri no tripulat de combat
|  | No s'ha de confondre amb Munició rondadora o UAV. |

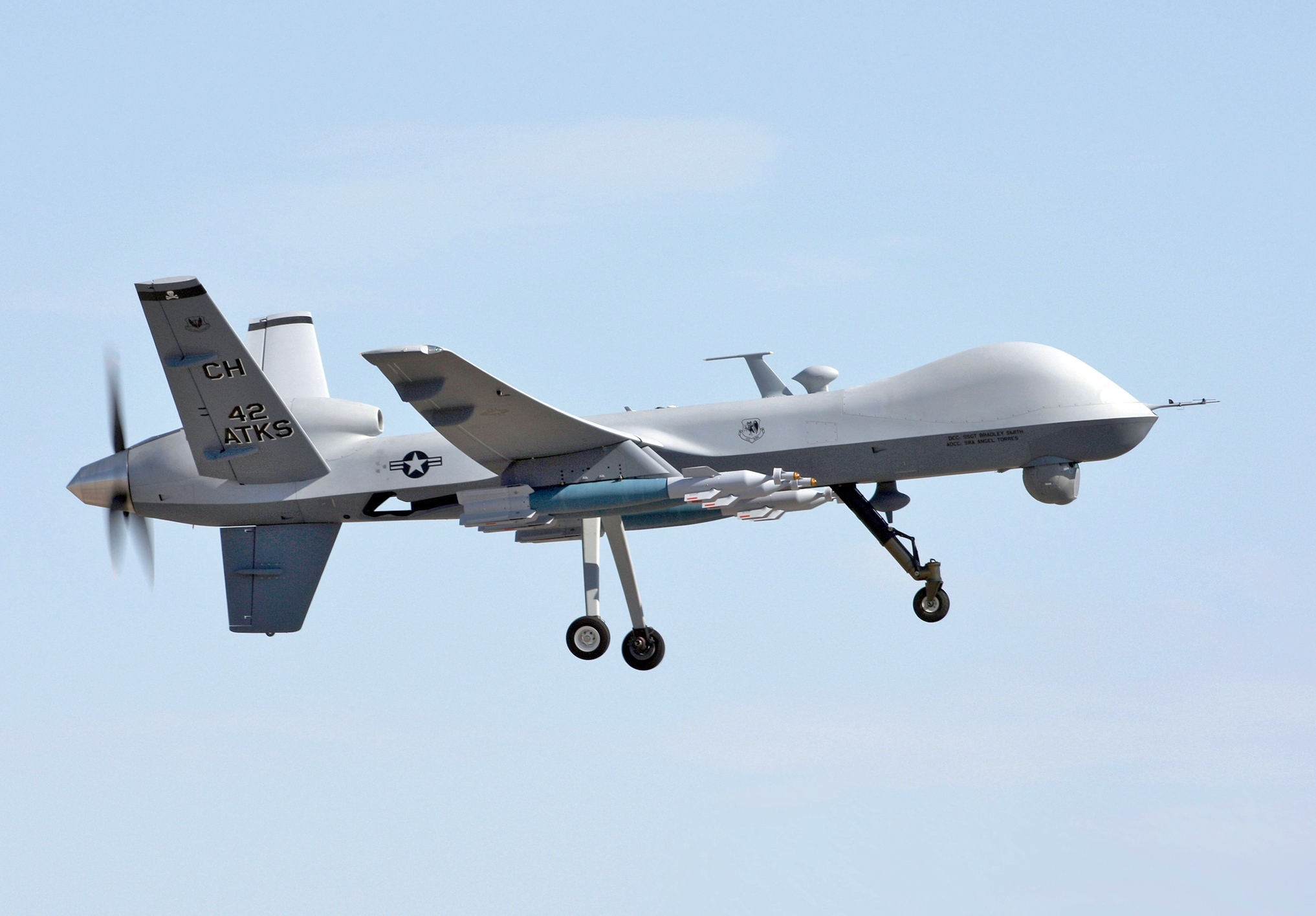
Un MQ-9 Reaper de la Força Aèria dels EUA durant una missió d'entrenament

Un vehicle aeri no tripulat de combat (VANTC, UCAV per les inicials en anglès), també conegut com a dron de combat o dron de camp de batalla, és un vehicle aeri no tripulat (VANT, UAV per les inicials en anglès) que s'utilitza per a la intel·ligència, la vigilància, la identificació d'objectius i el reconeixement (ISTAR per les inicials en anglès) i transporta munició aèria com míssils, míssils antitancs (ATGM) o bombes en punts d'ancoratge específics. Aquests drons acostumen a estar sota control d'un operador humà en temps real, amb diferents nivells d'autonomia. A diferència dels vehicles aeris de reconeixement i vigilància no tripulats, els UCAV s'utilitzen tant per als atacs amb munició com per a la intel·ligència en el camp de batalla.
Els avions d'aquest tipus no tenen cap pilot humà a bord. Com que l'operador gestiona el vehicle des d'un terminal remot, no es necessita l'equip ni espai necessari per a un pilot humà, el que resulta en un pes més baix i una mida més petita que un avió tripulat.

## Història
Una de les primeres utilitzacions del concepte de dron de combat va ser per part de Lee De Forest, un inventor de dispositius de ràdio, i U.A. Sanabria, un enginyer de televisió. Van presentar la seva idea en un article en una publicació de 1940, Popular Mechanics. El dron militar modern, tal com es coneix avui dia, va ser una creació de John Stuart Foster Jr., un físic nuclear i antic cap del Laboratori Nacional Lawrence Livermore (llavors anomenat Laboratori de Radiació Lawrence). El 1971, Foster era un aficionat a l'aeromodelisme i va pensar que podria tenir aplicacions en l'àmbit militar. Va elaborar-ne els plànols i el 1973 l'Agència d'Investigacions de Projectes Avançats de Defensa dels EUA (DARPA per les inicials en anglès) va construir dos prototips anomenats "Prairie" i "Calera". Estaven accionats per un motor d'un tallagespa modificat i podien romandre en l'aire durant dues hores, mentre transportaven uns 13 kg de càrrega.
A la guerra del Yom Kippur de 1973, Israel va utilitzar drons "Ryan Firebee" dels EUA desarmats ("esquers") per fer que Egipte disparés tot el seu arsenal de míssils antiaeris. Aquesta missió es va dur a terme sense víctimes entre els pilots israelians, que tot seguit van aprofitar l'esgotament de les defenses egípcies. A finals dels anys 1970 i 1980, Israel va desenvolupar l'Scout and the Pioneer, que va representar un canvi cap al model d'UAV més lleuger i de tipus planador que s'utilitza actualment. Israel va ser pioner en l'ús de vehicles aeris no tripulats (UAV) per a la vigilància en temps real, la guerra electrònica i els esquers. Les imatges i els esquers de radar proporcionats per aquests drons van ajudar a Israel a neutralitzar completament les defenses aèries sirianes a l'operació Mole Cricket 19 a l'inici de la Guerra del Líban de 1982, evitant que els seus pilots fossin abatuts amb avions tripulats.
A finals de la dècada de 1980, l'Iran va desplegar el dron armat RPG-7 a la guerra Iran-Iraq.
Impressionats per l'èxit d'Israel, els EUA van adquirir ràpidament una sèrie d'UAV, de manera que els seus sistemes Hunter i Pioneer són derivats directes dels models israelians. La primera "guerra d'UAV" va ser la primera guerra del Golf Pèrsic: segons un informe del Departament de la Marina dels EUA de maig de 1991, "almenys un UAV va estar en l'aire en tot moment durant l'operació Tempesta del Desert". Després que la Guerra del Golf Pèrsic demostrés amb èxit la seva utilitat, els exèrcits d'altres països van invertir a bastament en el desenvolupament intern d'UAV de combat. El primer "assassinat" selectiu d'un UAV estatunidenc va ser el 7 d'octubre de 2001, a Kandahar (Afganistan).
En els darrers anys, els EUA han augmentat l'ús d'atacs de drons contra objectius a països estrangers com a part de la Guerra contra el Terrorisme. El gener de 2014, es va calcular que 2.400 persones havien mort per atacs de drons dels EUA en cinc anys. El juny de 2015, es calculava que el nombre total de morts dels atacs amb drons dels EUA superava els 6.000.
El 2020, Turquia es va convertir en el primer país a utilitzar UCAV en un gran atac coordinat en un camp de batalla convencional quan van atacar objectius a Síria. Es van utilitzar per atacar posicions enemigues, per proporcionar cobertura a les forces terrestres i per buscar artilleria. Els drons es van fer servir àmpliament a la guerra de Nagorno-Karabakh del 2020 entre l'Azerbaidjan i Armènia. L'ús per part de l'Azerbaidjan de drons turcs TB2 més barats es va considerar crucial per a la seva victòria contra les forces armènies. Els drons també es van utilitzar àmpliament durant la invasió russa d'Ucraïna el 2022. L'ús de drons ofereix un avantatge de cost: "La gent adquireix drons [comercials] petits, com els que podeu comprar [en qualsevol botiga] per 2.000 dòlars, els col·loca una granada i els fa volar sobre una multitud o un tanc i hi deixa caure la munició. Bàsicament podeu construir una màquina de 3.000 dòlars per destruir un equip de 5 milions de dòlars que tingui el vostre enemic".
Un estudi de 2022, que va avaluar l'impacte dels UCAV en la guerra, va trobar que els drons eren molt vulnerables a les defenses aèries i als sistemes de guerra electrònica, i que els drons només es podien utilitzar de manera efectiva si tenien el suport d'altres actius i plataformes de l'estructura militar. L'estudi va concloure que els UCAV no tindrien per si sols un impacte revolucionari en la guerra.

## Actualitat
A continuació es mostra una llista d'alguns UAV armats dedicats actuals:
| País         | Fabricant                    | Avions             | Presentat |
| ------------ | ---------------------------- | ------------------ | --------- |
| Estats Units | General Atomics              | MQ-1 Predator      | 1995      |
| Estats Units | General Atomics              | MQ-9 Reaper        | 2007      |
| Estats Units | General Atomics              | MQ-1C Gray Eagle   | 2009      |
| Turquia      | Turkish Aerospace Industries | TAI Anka           | 2010      |
| Xina         | Chengdu Aerospace            | CAIG Wing Loong    | 2011      |
| Turquia      | Baykar Defense               | Bayraktar TB2      | 2014      |
| Pakistan     | NESC                         | NESCOM Burraq      | 2016      |
| Xina         | Chengdu Aerospace            | CAIG Wing Loong-10 | 2016      |
| Xina         | Chengdu Aerospace            | CAIG Wing Loong II | 2017      |
| Iran         | Qods Aviation                | Qods Mohajer-6     | 2017      |
| Xina         | Hongdu Aerospace             | Hongdu GJ-11       | 2019      |
| Turquia      | Turkish Aerospace Industries | TAI Aksungur       | 2019      |
| Rússia       | Kronshtadt group             | Kronshtadt Orion   | 2020      |
| Pakistan     | GIDS                         | GIDS Shahpar-2     | 2021      |
| Turquia      | Baykar Defense               | Bayraktar Akıncı   | 2021      |

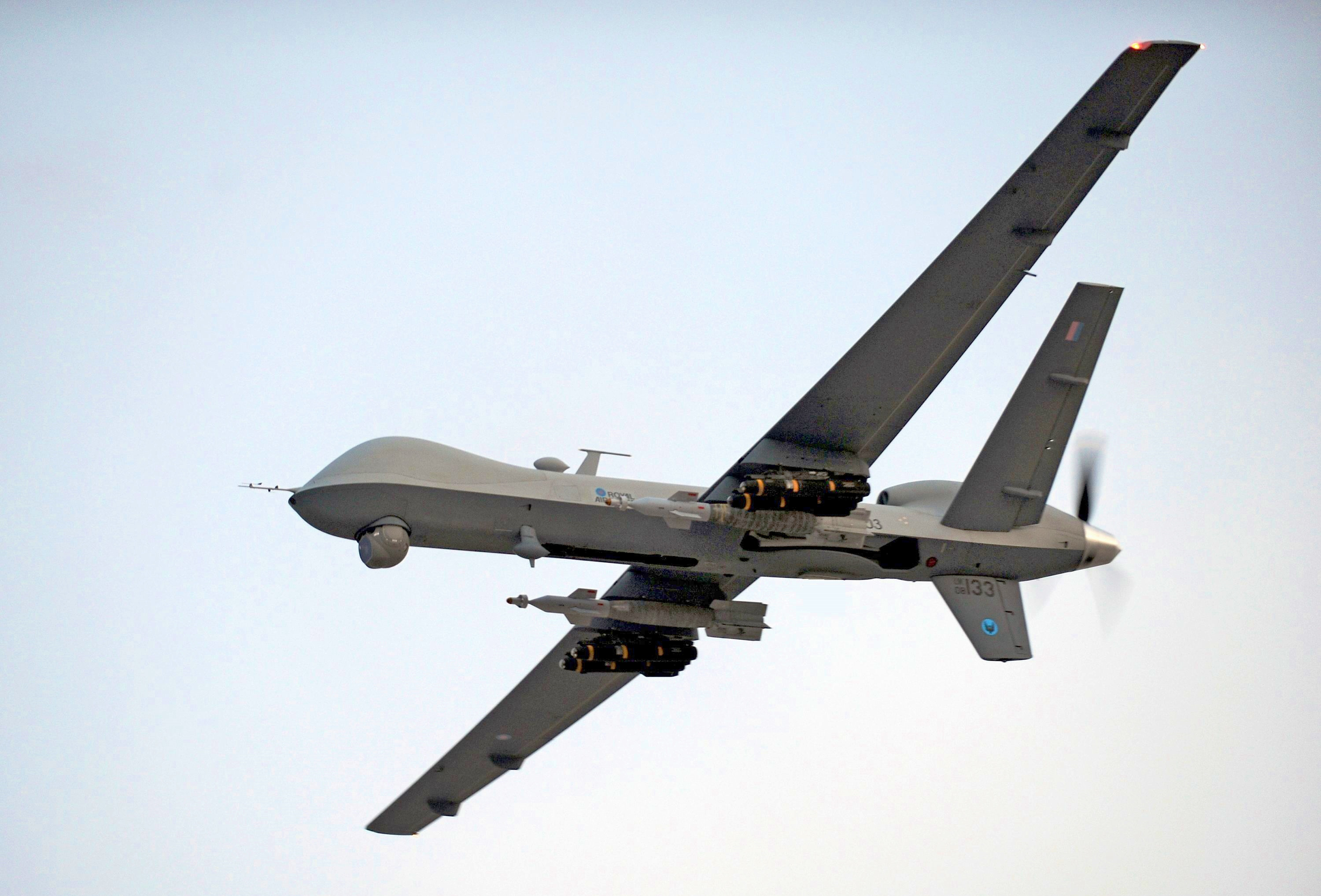
Un MQ-9A Reaper britànic operant sobre l'Afganistan el 2009

A banda, alguns drons de reconeixement que tenen capacitat armada són el CASC CH-92 (Xina, 2000), l'IAI Eitan (Israel, 2004) i l'HESA Hamaseh (Iran, 2016).
En un àmbit més proper, l'Eurodrone és un dron de reconeixement, amb capacitat de combat, desenvolupat per Airbus, Dassault Aviation i Leonardo per a Alemanya, França, Itàlia i Espanya, que ja es troba en fase de desenvolupament i producció des de febrer de 2022 i té previst el primer vol a mitjan 2027.

## Actors no estatals
Durant la batalla de Mossul es va informar que l'Estat Islàmic de l'Iraq i Síria (ISIS) utilitzava quadrotors i drons disponibles comercialment com a plataformes de vigilància i lliurament d'armes utilitzant enclavatges improvisats per llançar granades i altres explosius. Els drons de l'ISIS es van convertir en un objectiu dels avions d'atac de la Royal Air Force.
També es creu que altres grups a Síria van utilitzar UAV en atacs. Un eixam de drons armats amb bombes va atacar bases russes a l'oest de Síria a principis de gener de 2018.

## Contramesures davant de drons de combat
Les contramesures davant de drons de combat, conegudes per les inicials C-UAS (de l'anglès «Counter Unmanned Aerial System»), han de poder detectar d'entrada els UCAV. Això ho poden fer a través de diferents sistemes, com els detectors de radiofreqüència, actuant de manera passiva (només escolta) els dispositius que es puguin comunicar o bé amb el seu operador o bé amb els satèl·lits de serveis de posicionament. Les freqüències d'escolta més habituals són les dels drons comercials, 2.4 y 5.8 GHz. Un segon tipus de sensors són els acústics, micròfons que intenten detectar el soroll que emeten els seus motors i hèlixs, tot i que cada cop és més difícil pel baix soroll que fan i la dificultat d'haver de triangular-ne el senyal. Aquest tipus de sensors però tenen utilitat en edificis governamentals o instal·lacions civils i militars que calgui protegir. En tercer lloc, els sensors electroòptics són càmeres en l'espectre infraroig, a través de suports giratoris 360°. Finalment hi ha els radars, ja siguin 2D o 3D, la capacitat de detecció dels quals depèn de la seva potència d'emissió, el rang de freqüències en el que emetin, la velocitat d'escaneig o l'angle d'obertura del feix, entre d'altres.
Hi va haver un ús generalitzat de drons a la invasió russa d'Ucraïna per part de les forces ucraïneses, tant de drons de combat com de munició rondadora (drons suïcides). Els senyals GPS s'utilitzen per guiar un dron per trobar l'artilleria russa i per guiar l'artilleria ucraïnesa. La inhibició d'aquests senyals GPS dels drons fa que els drons funcionin amb menys eficàcia, ja que els operadors de drons han de confiar en rutes preprogramades a través de les zones d'inhibició fins que es puguin restablir les comunicacions. Altres sistemes subministrats per Occident es basen en l'automatització. Vehicles no tripulats de combat, com l'AeroVironment Switchblade, poden trobar objectius de manera autònoma, i només requereixen el permís o intervenció humana per destruir els objectius trobats. L'octubre de 2022 va aparèixer un vídeo a la xarxa que mostrava dos drons xocant i, com a resultat, un d'ells quedava inhabilitat per volar. Es va afirmar que el dron de la filmació era ucraïnès i el destruït rus. Si aquest fos el cas, seria el primer cas registrat de combat directe de drons.
La velocitat a la que es van desenvolupar els sistemes d'atac FPV (inicials en anglès per a «First Persona View») durant la invasió russa d'Ucraïna no va anar acompanyada d'avenços en sistemes de contramesures o C-UAS (per les seves inicials en anglès, contramesures per a sistemes voladors autònoms). Els sistemes fixes i individuals o aïllats es van mostrar altament ineficients, tant davant de sistemes softkill (no cinètics, com els basats en interferència electromagnètica, dins l'àmbit de la guerra electrònica, ja sigui per interferir el senyal -jamming- com prendre'n el control -spoofing-) com els hardkill (basats en energia cinètica: munició llançada amb l'objectiu de la destrucció física de l'atacant, com míssils, projectils o altra munició rondadora, làser, microones,...). Va aparèixer la necessitat que els sistemes C-UAS també treballessin en equip o en eixam, de forma que la destrucció d'un d'ells no afectés a la totalitat del sistema defensiu.

## Ètica i lleis

### Víctimes civils

#### Israel
El març de 2009, The Guardian va informar que drons israelians armats amb míssils van matar 48 civils palestins a la Franja de Gaza, inclosos dos nens petits en un camp i un grup de dones i nenes en un carrer buit. Al juny, Human Rights Watch va investigar sis atacs d'UAV dels quals es va informar que van provocar víctimes civils i va concloure que les forces israelianes no van prendre totes les precaucions possibles per verificar que els objectius eren combatents o bé per distingir entre combatents i civils.

#### Estats Units
Els danys col·laterals de civils encara es produeixen amb el combat amb drons, encara que alguns experts, com John O. Brennan, han argumentat que en redueix molt la probabilitat. Tot i que els drons permeten una vigilància tàctica avançada i dades actualitzades, no estan exempts de possibles inconvenients. El programa estatunidenc de drons al Pakistan ha matat diverses desenes de civils accidentalment. Un exemple és l'operació del febrer de 2010 prop de Khod, a la província d'Oruzgan, a l'Afganistan. Més de deu civils d'un comboi de tres vehicles que viatjava des de la província de Daykundi van morir accidentalment després que operadors de diversos drons identifiquessin erròniament els civils com a amenaces hostils. Una força d'helicòpters Bell OH-58 Kiowa, que intentava protegir les tropes terrestres que lluitaven a diversos quilòmetres de distància, van disparar míssils AGM-114 Hellfire contra els vehicles.
El 2009, la Brookings Institution va informar que en els atacs amb drons dirigits pels Estats Units al Pakistan, deu civils van morir per cada militant mort. Un antic ambaixador del Pakistan va dir que els atacs d'UAV estatunidencs estaven convertint l'opinió pakistanesa en contrària als Estats Units. El lloc web PakistanBodyCount.Org va informar de 1.065 morts entre civils entre 2004 i 2010. Segons una anàlisi de 2010 de la Fundació New America, 114 atacs amb míssils basats en UAV al nord-oest del Pakistan des del 2004 van matar entre 830 i 1.210 persones, entre 550 i 850 de les quals eren militants. L'octubre de 2013, el govern pakistanès va revelar que, des del 2008, 317 atacs amb drons havien matat 2.160 militants islàmics i 67 civils, molt menys que els càlculs anteriors del govern i d'organitzacions independents.
El juliol de 2013, l'exadvocat del Pentàgon Jeh Johnson va dir, en un panell al Fòrum de Seguretat de l'Institut Aspen, que va emocionar-se en llegir el relat de Nasser al-Awlaki sobre com va ser assassinat el seu net de 16 anys per part d'un dron estatunidenc.
El desembre de 2013, un atac de drons estatunidencs a Radda, capital de la província de Bayda del Iemen, va matar convidats a una festa de noces. El febrer següent, Human Rights Watch va publicar un informe de 28 pàgines que va revisar l'atac i la seva legalitat, entre altres coses. Titulat "Una boda que es va convertir en un funeral", l'informe conclou que algunes (però no necessàriament totes) de les víctimes eren civils, no pas els objectius regionals d'Al-Qaeda pretesos. L'organització va exigir investigacions estatunidenques i iemenites sobre l'atac. En la seva investigació, HRW «no va trobar cap evidència que les persones que participaven en la celebració del casament representessin una amenaça imminent per a la vida. En absència d'un conflicte armat, matar-los seria una violació del dret internacional i dels drets humans».

### Efectes polítics
Com a nova arma, els drons tenen efectes polítics imprevistos. Alguns estudiosos han argumentat que l'ús extensiu de drons soscavarà la legitimitat popular dels governs locals, als quals se'ls culpa d'autoritzar els atacs.
El 6 d'agost de 2020, els senadors estatunidencs Rand Paul (R-KY), Mike Lee (R-UT), Chris Murphy (D-CT), Chris Coons (D-DE) i Bernie Sanders (I-VT) van presentar un projecte de llei per prohibir les vendes, les transferències i les exportacions de grans drons armats a països fora de l'OTAN, enmig de la preocupació que els civils van ser assassinats amb armes de fabricació estatunidenca utilitzades per l'Aràbia Saudita i els Emirats Àrabs Units durant la intervenció dirigida per l'Aràbia Saudita al Iemen. El Congrés havia aprovat anteriorment una mesura similar amb suport dels dos partits de l'hemicicle, però no va aconseguir superar el veto del president Donald Trump.

### Efectes psicològics
Els operadors també poden experimentar estrès psicològic pel combat en què estan involucrats. Alguns fins i tot poden experimentar un trastorn per estrès posttraumàtic (TEPT). Hi ha alguns informes de pilots de drons que lluiten amb un trastorn d'estrès posttraumàtic després d'haver assassinat civils, especialment nens. A més, a diferència dels pilots de bombarders, els operadors de drons dediquen força estona, un cop els explosius han caigut, en veure els seus efectes sobre els cossos humans amb gran detall. L'intens entrenament que reben els operadors de drons estatunidencs «treballa per deshumanitzar els "enemics" de sota mentre glorifica i celebra el procés d'assassinat».

La professora Shannon E. French, directora del Centre d'Ètica i Excel·lència de la Universitat Case Western Reserve i antiga professora de l'Acadèmia Naval dels Estats Units, es pregunta si el TEPT pot estar arrelat en la sospita que hi havia alguna cosa més en joc. Segons el professor French, l'autor del llibre de 2003 The Code of the Warrior:
«Si [estic] al camp arriscant i prenc una vida, tinc la sensació que estic posant-hi la meva pell en joc... Estic arriscant així que em sento més honorable. Algú que mata a distància, pot fer que dubti. Sóc realment honorable?»
El Règim de control de tecnologia de míssils s'aplica també als UCAV.
El 28 d'octubre de 2009, el relator especial de les Nacions Unides sobre execucions extrajudicials, sumàries o arbitràries, Philip Alston, va presentar un informe a la Tercera Comissió (social, humanitària i cultural) de l'Assemblea General argumentant que l'ús de vehicles aeris de combat no tripulats per a assassinats dirigits s'ha de considerar una infracció del dret internacional tret que els Estats Units puguin demostrar les precaucions adequades i els mecanismes de responsabilitat que hi ha.

### Atacs indirectes
L'aspecte "no tripulat" dels drons armats ha generat preocupacions morals sobre el seu ús en contextos de combat i d'aplicació de la llei. Atacar humans amb màquines controlades a distància és fins i tot més abstracte que l'ús d'altres armes "indirectes", com ara míssils, artilleria i bombardeig aeri, que possiblement despersonalitzen la decisió d'atacar. En contrast, els drons i altres sistemes indirectes redueixen les baixes entre els atacants.

## Opinió pública
L'any 2013, una enquesta de la Universitat Fairleigh Dickinson va preguntar als votants registrats si "aprovaven o desaprovaven que l'exèrcit estatunidenc utilitzés drons per dur a terme atacs a l'estranger contra persones i altres objectius considerats una amenaça per als EUA". Els resultats van mostrar que tres de cada quatre votants (75%) van aprovar que l'exèrcit dels EUA fes servir drons per dur a terme atacs, mentre que només un 13% ho desaprovava. Una enquesta realitzada pel Huffington Post el 2013 també va mostrar que una majoria donava suport als assassinats teledirigits amb drons, encara que amb un marge més petit. Una enquesta del 2015 va mostrar que els republicans i els homes són més propensos a donar suport als atacs amb drons de combat dels EUA, mentre que els demòcrates, els independents, les dones, els joves i les minories en són menys favorables.
Fora dels EUA, hi ha una oposició generalitzada als assassinats selectius de drons dels EUA. Un informe de juliol de 2014 va trobar que una majoria o una diversitat d'enquestats a 39 dels 44 països enquestats s'oposaven als atacs de drons dels EUA a països com Pakistan, Iemen i Somàlia. Els Estats Units, Kenya i Israel van ser els únics països on almenys la meitat de la població va donar suport als atacs amb drons. Es va trobar que Veneçuela era el país més antidrons, on el 92% dels enquestats no estava d'acord amb els atacs amb drons dels EUA, seguit de prop per Jordània, on el 90% no estava d'acord; Israel es va mostrar com el més favorable als drons, amb un 65% a favor dels atacs amb drons dels EUA i un 27% en contra.

## Plataformes de transport de drons
El març de 2013, la DARPA va començar els esforços per desenvolupar una flota de petits vaixells navals capaços de llançar i recuperar drons de combat sense necessitat de portaavions grans i cars. Al Regne Unit es va proposar per a la Royal Navy l'UXV Combatant, que hauria estat un vaixell dedicat als UCAV.
El novembre de 2014, el Departament de Defensa dels Estats Units va obrir una convocatòria d'idees sobre com construir un portaavions que puguin llançar i recuperar drons utilitzant avions militars existents com el B-1B, el B-52 o el C-130.
El febrer de 2021, el president de la Presidència turca d'Indústries de Defensa (SSB), Ismail Demir, va fer públic un nou tipus d'UAVC desenvolupat per Baykar que està previst que s'instal·li al primer vaixell d'assalt amfibi de Turquia, el TCG Anadolu. El nou dron aeri Baykar Bayraktar TB3, que s'està desenvolupant, és una versió naval del Bayraktar TB2 equipat amb un motor local desenvolupat per Tusaş Engine Industries (TEI). Segons els plans inicials, s'esperava que el vaixell estigués equipat amb caces F-35B, però després de l'eliminació de Turquia del programa d'adquisicions, el vaixell va entrar en un procés de modificació per poder acomodar els UCAV. Demir va afirmar que entre 30 i 50 UAV Bayraktar TB3 d'ales plegables podran aterrar i enlairar-se a la coberta de l'Anadolu.